# Estación de Fondo
Fondo es una estación de las líneas 1 y 9 del Metro de Barcelona ubicada en Santa Coloma de Gramanet. La estación se inauguró en 1992, y es desde entonces cabecera de la línea 1. El 13 de diciembre de 2009 se inauguró la línea 9, con la apertura de los andenes de esta nueva línea.

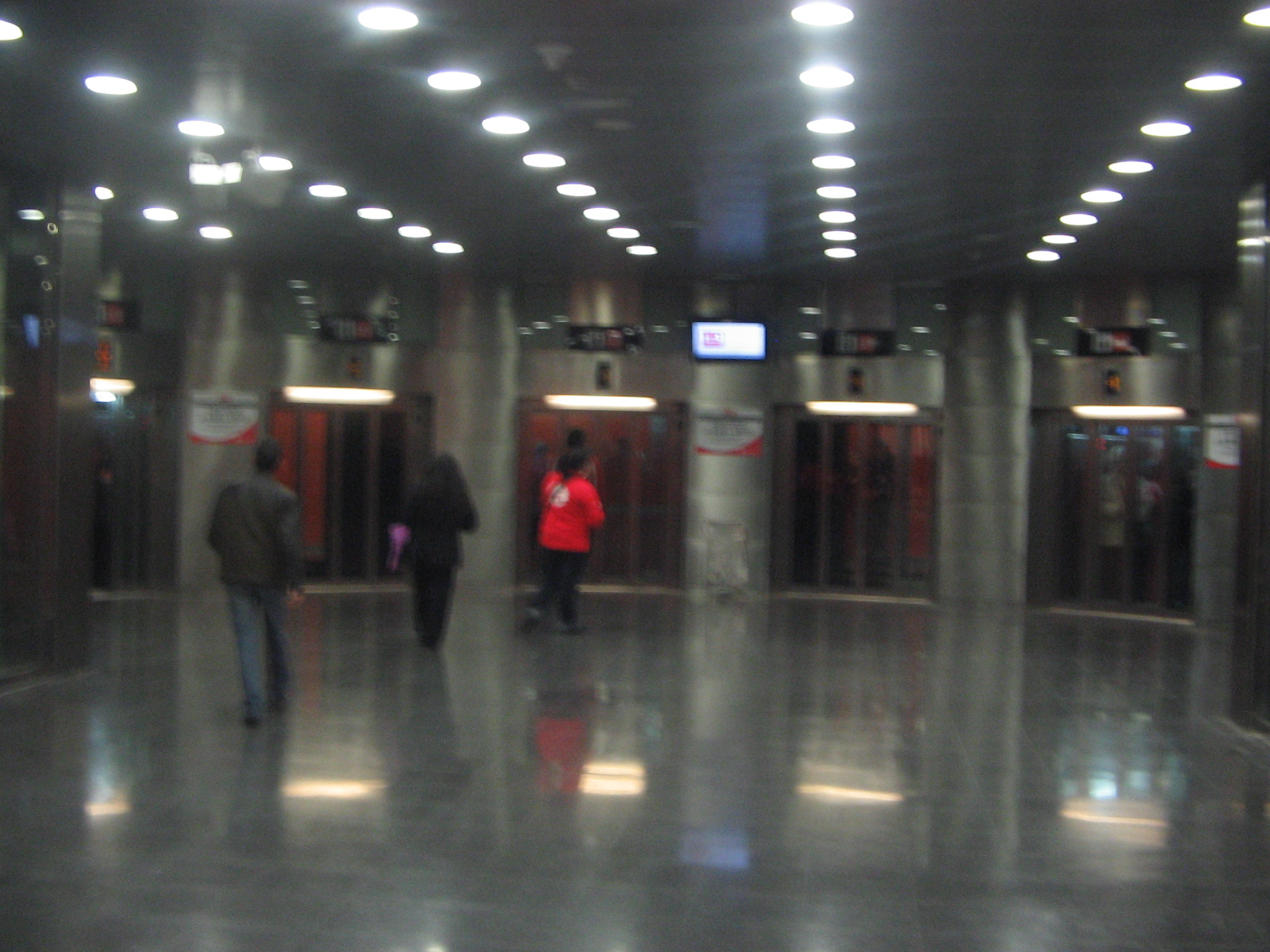
Vestíbulo de la L9.

| << cabecera            | < estación   | línea                    | estación >                   | cabecera >> |
| ---------------------- | ------------ | ------------------------ | ---------------------------- | ----------- |
| Metro                  |              |                          |                              |             |
| Hospital de Bellvitge  | Santa Coloma |                          | terminal                     | terminal    |
| Hospital de Bellvitge  | Santa Coloma | Montigalà-Lloreda (20??) | Badalona-Pompeu Fabra (20??) |             |
| La Sagrera Aeroport T1 | Santa Rosa   |                          | Església Major               | Can Zam     |